# 陳吉寧
陳 吉寧（ちん きつねい、チェン・ジーニン、1964年 - ）は、中国の科学者、政治家。中国共産党中央政治局委員兼上海市党委員会書記。中華人民共和国環境保護部部長兼党組織書記、中国環境科学学会副理事長、北京市代理市長、北京市長、清華大学学長などを歴任。

## 人物
1964年遼寧省営口市生まれ。原籍は吉林省四平市梨樹県。
1981年9月清華大学土木工程系入学、1986年9月に清華大学環境工程系修士号取得。英国ブルーネル・ユニバーシティ・ロンドンにて生物化学を学ぶ。その後インペリアル・カレッジ・ロンドンにて土木工学を学び、1993年に博士号を取得。
1994年12月インペリアル・カレッジ・ロンドンのリサーチ・アシスタントに就任。
1998年3月に帰国後は清華大学の環境工程系副主任、1999年7月に主任に就任する。
2006年2月に清華大学党委常委、副校長に就任、同年9月には清華大学学科建設弁公室主任を兼任する。2007年12月には清華大学常務副校長、秘書長に就任。2010年1月には清華大学研究生院院長を兼務。
2010年1月から2011年7月まで清華大学深圳研究生院院長も兼務。2012年2月から清華大学学長に就任する。
2013年には全人代代表に選ばれる。その後2015年2月に周生賢環境保護相の後任に指名された。就任時において李克強内閣で最年少の閣僚である。
2017年には北京市代理市長に就任。
2018年1月30日からは正式に北京市市長に就任。同年2月の2018年平昌オリンピックの閉会式では2022年北京オリンピックを準備する北京市オリンピック組織委員会執行主席としてトーマス・バッハIOC会長から五輪旗を引き継いだ。
2018年9月12日、来日し小池百合子東京都知事と会談する。
中国共産党第二十回全国代表大会で中国共産党中央政治局委員に選ばれる。
2022年10月28日、政治局常務委員に昇格した李強の後任の上海市党委員会書記に就任した。